# Kubok SSSR 1947
La Kubok SSSR 1947 fu l'8ª edizione del trofeo. Vide la vittoria finale dello Spartak Mosca, al suo quarto titolo, che vinse in finale contro la Torpedo Mosca.

## Formula
Per la prima volta dal dopo guerra si disputò un torneo che vedeva coinvolte un numero elevato di squadre: il torneo fu infatti diviso in due fasi, una fase preliminare che vedeva coinvolti formazioni delle serie inferiori e una finale che vedeva la partecipazione, oltre che delle qualificate dalla fase precedente, anche delle iscritte alla Pervaja Gruppa 1947.
Nella prima fase le squadre erano divise in gruppi su base geografica, con una qualificata per zona.
Nella seconda fase tutti gli incontri furono giocati a Mosca.

## Fase preliminare

### Zona della Federazione Russa I

#### Primo turno
Le partite furono disputate il 7 e l'8 giugno 1947.
| Squadra 1              | Risultato | Squadra 2                   |
| ---------------------- | --------- | --------------------------- |
| Torpedo Ul'janovsk     | 3 – 2     | Kirkizh Factory Kovrov      |
| Chimik Dzeržinsk       | 3 – 2     | Krylya Sovetov Ufa          |
| Torpedo Gor'kij        | 6 – 0     | Kalinin Factory Kaliningrad |
| Krasnoe Znamja Ivanovo | 4 – 1     | Zenit Iževsk                |

#### Quarti di finale
Le partite furono disputate il 15 giugno 1947.
| Squadra 1          | Risultato   | Squadra 2              |
| ------------------ | ----------- | ---------------------- |
| Torpedo Ul'janovsk | [ 1 ]       | Chimik Dzeržinsk       |
| Dinamo Kazan       | [ 2 ]       | Torpedo Yaroslavl      |
| Dinamo Saratov     | 1 – 2 (dts) | Traktor Kujbyšev       |
| Torpedo Gor'kij    | 5 – 2       | Krasnoe Znamja Ivanovo |

#### Semifinali
Le partite furono disputate il 20 e il 22 giugno 1947.
| Squadra 1       | Risultato | Squadra 2          |
| --------------- | --------- | ------------------ |
| Torpedo Gor'kij | 3 – 1     | Traktor Kujbyšev   |
| Dinamo Kazan    | 0 – 1     | Torpedo Ul'janovsk |

#### Finale
Le partite furono disputate il 27 giugno 1947.
| Squadra 1       | Risultato | Squadra 2          |
| --------------- | --------- | ------------------ |
| Torpedo Gor'kij | 5 – 0     | Torpedo Ul'janovsk |

### Zona della Federazione Russa II

#### Primo turno
Le partite furono disputate il 1º giugno 1947.
| Squadra 1         | Risultato | Squadra 2               |
| ----------------- | --------- | ----------------------- |
| ODO Novosibirsk   | 4 – 0     | Kryl'ja Sovetov Molotov |
| Dinamo Sverdlovsk | 6 – 1     | Avangard Sverdlovsk     |

#### Quarti di finale
Le partite furono disputate l'8 e il 9 giugno 1947.
| Squadra 1              | Risultato | Squadra 2                  |
| ---------------------- | --------- | -------------------------- |
| Dzeržinec Nižnij Tagil | 0 – 1     | Dinamo Čeljabinsk          |
| ODO Novosibirsk        | 5 – 0     | Krylya Sovetov Novosibirsk |
| Dinamo Sverdlovsk      | 3 – 0     | Dzeržinec Čeljabinsk       |
| ODO Sverdlovsk         | 9 – 0     | Kryl'ja Sovetov Omsk       |

#### Semifinali
Le partite furono disputate il 15 giugno 1947.
| Squadra 1         | Risultato | Squadra 2       |
| ----------------- | --------- | --------------- |
| Dinamo Čeljabinsk | 2 – 1     | ODO Novosibirsk |
| Dinamo Sverdlovsk | 3 – 0     | ODO Sverdlovsk  |

#### Finale
La partita fu disputata il 22 giugno 1947.
| Squadra 1         | Risultato | Squadra 2         |
| ----------------- | --------- | ----------------- |
| Dinamo Čeljabinsk | 2 – 1     | Dinamo Sverdlovsk |

### Zona del Caucaso

#### Quarti di finale
Le partite furono disputate l'1 e il 2 giugno 1947.
| Squadra 1         | Risultato | Squadra 2              |
| ----------------- | --------- | ---------------------- |
| Neftyanik Baku    | 2 – 3     | Dinamo Erevan          |
| Dinamo Rostov     | 3 – 0     | Krylya Sovetov Tbilisi |
| Spartak Erevan    | 2 – 0     | Dinamo Baku            |
| Lokomotiv Tbilisi | 1 – 0     | ODO Tbilisi            |

#### Semifinali
Le partite furono disputate il 16 giugno 1947.
| Squadra 1     | Risultato | Squadra 2         |
| ------------- | --------- | ----------------- |
| Dinamo Rostov | 4 – 0     | Lokomotiv Tbilisi |
| Dinamo Erevan | 2 – 0     | Spartak Erevan    |

#### Finale
La partita fu disputata il 24 giugno 1947.
| Squadra 1     | Risultato | Squadra 2     |
| ------------- | --------- | ------------- |
| Dinamo Erevan | 6 – 1     | Dinamo Rostov |

### Zona Centrale

#### Primo turno
Le partite furono disputate il 13 e il 14 giugno 1947.
| Squadra 1          | Risultato | Squadra 2               |
| ------------------ | --------- | ----------------------- |
| Spartak Leningrado | 1 – 2     | Lokomotiv Mosca         |
| DO Leningrado      | 1 – 0     | Trudovye Rezervy Mosca  |
| Dinamo Vilnius     | 2 – 3     | Piščevik Mosca          |
| VMS Mosca          | 4 – 2     | MVO Mosca               |
| Kalev Tallinn      | 3 – 0     | DO Minsk                |
| Dinamo Riga        | 0 – 1     | Metro Mosca             |
| Burevestnik Mosca  | 3 – 2     | Sudostroitel Leningrado |

#### Quarti di finale
Le partite furono disputate il 17 e il 18 giugno 1947.
| Squadra 1            | Risultato | Squadra 2       |
| -------------------- | --------- | --------------- |
| VMS Mosca            | 2 – 0     | Kalev Tallinn   |
| Dzeržinec Leningrado | 2 – 1     | Piščevik Mosca  |
| DO Leningrado        | 3 – 1     | Lokomotiv Mosca |
| Burevestnik Mosca    | 1 – 0     | Metro Mosca     |

#### Semifinali
Le partite furono disputate il 22 giugno 1947.
| Squadra 1            | Risultato | Squadra 2         |
| -------------------- | --------- | ----------------- |
| Dzeržinec Leningrado | 1 – 0     | DO Leningrado     |
| VMS Mosca            | 6 – 3     | Burevestnik Mosca |

#### Finale
La partita fu disputata il 29 giugno 1947.
| Squadra 1            | Risultato | Squadra 2 |
| -------------------- | --------- | --------- |
| Dzeržinec Leningrado | 0 – 5     | VMS Mosca |

### Zona dell'Ucraina

#### Primo turno
Le partite furono disputate tra l'1 e il 5 giugno 1947.
| Squadra 1            | Risultato   | Squadra 2              |
| -------------------- | ----------- | ---------------------- |
| Spartak Leopoli      | 1 – 3       | Spartak Cherson        |
| ODO Kiev             | 1 – 2       | Šachtyor Stalino       |
| Dinamo Chișinău      | 4 – 1 (dts) | Dzeržinec Charkiv      |
| Spartak Užhorod      | 3 – 1       | Sudostroitel' Mykolaïv |
| Stal Dnipropetrovs'k | 3 – 2 (dts) | Piščevik Odessa        |

#### Quarti di finale
Le partite furono disputate il 15 giugno 1947.
| Squadra 1             | Risultato | Squadra 2            |
| --------------------- | --------- | -------------------- |
| Dinamo Voroshilovgrad | 2 – 0     | Lokomotiv Charkiv    |
| Šachtyor Stalino      | 5 – 0     | Bol'ševik Zaporižžja |
| Spartak Cherson       | 3 – 1     | Dinamo Chișinău      |
| Stal Dnipropetrovs'k  | 6 – 2     | Spartak Užhorod      |

#### Semifinali
Le partite furono disputate tra il 21 e il 25 giugno 1947.
| Squadra 1            | Risultato | Squadra 2             |
| -------------------- | --------- | --------------------- |
| Stal Dnipropetrovs'k | 2 – 0     | Šachtyor Stalino      |
| Spartak Cherson      | 0 – 1     | Dinamo Voroshilovgrad |

#### Finale
La partita fu disputata il 29 giugno 1947.
| Squadra 1             | Risultato | Squadra 2            |
| --------------------- | --------- | -------------------- |
| Dinamo Voroshilovgrad | 3 – 1     | Stal Dnipropetrovs'k |

### Zona dell'Asia centrale

#### Primo turno
La partita fu disputata il 1º giugno 1947.
| Squadra 1         | Risultato | Squadra 2        |
| ----------------- | --------- | ---------------- |
| Dinamo Stalinabad | [ 5 ]     | Spartak Alma-Ata |

#### Quarti di finale
Le partite furono disputate tra l'1 e l'8 giugno 1947.
| Squadra 1         | Risultato   | Squadra 2         |
| ----------------- | ----------- | ----------------- |
| Lokomotiv Aşgabat | 0 – 3       | Dinamo Alma-Ata   |
| Dinamo Tashkent   | 2 – 1 (dts) | Traktor Tashkent  |
| Dinamo Frunze     | 1 – 2 (dts) | ODO Tashkent      |
| Zenit Frunze      | 1 – 4       | Dinamo Stalinabad |

#### Semifinali
Le partite furono disputate il 15 giugno 1947.
| Squadra 1       | Risultato | Squadra 2         |
| --------------- | --------- | ----------------- |
| Dinamo Tashkent | 0 – 2     | Dinamo Stalinabad |
| Alma-Ata        | 1 – 0     | ODO Tashkent      |

#### Finale
La partita fu disputata il 22 giugno 1947.
| Squadra 1       | Risultato | Squadra 2         |
| --------------- | --------- | ----------------- |
| Dinamo Alma-Ata | 2 - 1     | Dinamo Stalinabad |

## Fase finale

### Primo turno
Le partite furono disputate il 1° e il 2 luglio 1947.
| Squadra 1                | Risultato   | Squadra 2       |
| ------------------------ | ----------- | --------------- |
| Spartak Mosca            | 4 – 0       | Torpedo Gor'kij |
| CDKA Mosca               | 5 – 0       | Dinamo Erevan   |
| Kryl'ja Sovetov Kujbyšev | 3 – 1 (dts) | Dinamo Alma-Ata |

### Ottavi di finale
Le gare furono disputate tra il 3 e il 7 luglio 1947.
| Squadra 1             | Risultato | Squadra 2                |
| --------------------- | --------- | ------------------------ |
| Dinamo Tbilisi        | 1 – 0     | Dinamo Minsk             |
| Torpedo Mosca         | 6 – 0     | VMS Mosca                |
| Dinamo Kiev           | 2 – 1     | Traktor Stalingrado      |
| VVS Mosca             | 0 – 1     | Zenit Leningrado         |
| CDKA Mosca            | 4 – 1     | Dinamo Mosca             |
| Dinamo Leningrado     | 2 – 0     | Kryl'ja Sovetov Mosca    |
| Spartak Mosca         | 3 – 0     | Kryl'ja Sovetov Kujbyšev |
| Dinamo Voroshilovgrad | 5 – 2     | Dinamo Čeljabinsk        |

### Quarti di finale
Le gare furono disputate tra l'8 e il 11 luglio 1947.
| Squadra 1         | Risultato   | Squadra 2             |
| ----------------- | ----------- | --------------------- |
| Torpedo Mosca     | 2 – 1 (dts) | Dinamo Tbilisi        |
| CDKA Mosca        | 4 – 0       | Dinamo Voroshilovgrad |
| Spartak Mosca     | 2 – 0       | Dinamo Kiev           |
| Dinamo Leningrado | 1 – 0       | Zenit Leningrado      |

### Semifinali
Le gare furono disputate il 13 e il 14 luglio 1947.
| Squadra 1     | Risultato | Squadra 2         |
| ------------- | --------- | ----------------- |
| Spartak Mosca | 2 – 1     | Dinamo Leningrado |
| Torpedo Mosca | 1 – 0     | CDKA Mosca        |

### Finale
| Mosca 21 luglio 1947, ore ?:?                               | Spartak Mosca | 2 – 0 referto | Torpedo Mosca | Stadio Dinamo (Mosca) (70000 spett.) |
| \| \| \| \| \| Dement'ev 22’ Тimakov 40’ \| Marcatori \| \| |               |               |               |                                      |
|                                                             |               |               |               |                                      |
| Dement'ev 22’ Тimakov 40’                                   | Marcatori     |               |               |                                      |